# Leonid Shmuts
Leonid Mykolayovitch Shmuts (en ukrainien : Леонід Миколайович Шмуц, et en russe : Леонид Николаевич Шмуц), né le 8 octobre 1948 à Nikopol à l'époque en URSS et aujourd'hui en Ukraine, est un joueur de football ukrainien (international soviétique) qui évoluait au poste de gardien de but.

## Biographie

### Carrière en sélection
Avec l'équipe d'URSS, il joue deux matchs en 1971.
Il dispute son premier match le 19 février 1971 en amical contre le Mexique, et son second le 28 février 1971 contre le Salvador, toujours en amical.
Il figure dans le groupe des sélectionnés lors de la coupe du monde de 1970. Lors du mondial organisé au Mexique, il ne joue aucun match.

## Palmarès
CSKA Moscou
- Championnat d'URSS (1) :
  - Champion : 1970.
- Coupe d'URSS :
  - Finaliste : 1967-68.